# آرفيند كومار
آرفيند كومار (بالهندية: अरविंद कुमार؛ بالإنجليزية: Arvind Kumar) هو فيزيائي هندي، ولد في 15 أكتوبر 1943.